# Bartholomäus Bernhardi
Bartholomäus Bernhardi (Schlins, Feldkirch, 24 de agosto de 1487 — Kemberg, 21 de julho de 1551) foi um teólogo luterano e reformador protestante.  Primeiro reitor evangélico da Universidade de Wittenberg, foi também professor de física e de filosofia dessa universidade. Em 1499 frequentou a escola de latim em Eisenach e em 1503 se matriculou, junto com seu irmão Johannes Bernhardi(1490-1534) na Universidade de Erfurt.

## Publicações
- Disputatio historico theollogica De primo sacerdote marito Lutherano, Bartholomaeo Bernardi, 1703 - Johann Heinrich Feustking[3], Georg Peter Bolze.
- Barth. Bernhardi, pastorum Luth. qui matrimonium inierunt, neutiquam ut vulgo creditur primus“, Baireuth, 1792
- Contra Papisticas Leges Sacerdotibus Prohibentes Matrimonium, Apologia, 1521
- Daß die prister eheweyber nemen mögen und sollen, Andreas Bodenstein[4] 1522
- In D. Erasmi libros De duplici copia, verborum ac rerum, Johannes Dolscius, 1539
- An Maidenbergers ertzbischof herforderung uber Eelichs stantz handel aines ersamenn Priesters Bernhardj leyppfarres Kernberger kirchen entschuldigung und antwurt, 1522
- Des. Erasmi Roterodami, De Duplici Copia Verborum ac Rerum: Commentarij duo, multa acceßione nouisq[ue]; formulis locupletati ; Vnà cum commentarijs M. Veltkirchij Oratoriae professoris in schola Vuittenbergensi, iam recens natis ac aeditis, 1539